# Nordjyske Bank Arena
Die Nordjyske Bank Arena ist eine Eissporthalle im dänischen Frederikshavn. Es ist die Heimspielstätte des Eishockeyclubs Frederikshavn White Hawks.

## Geschichte

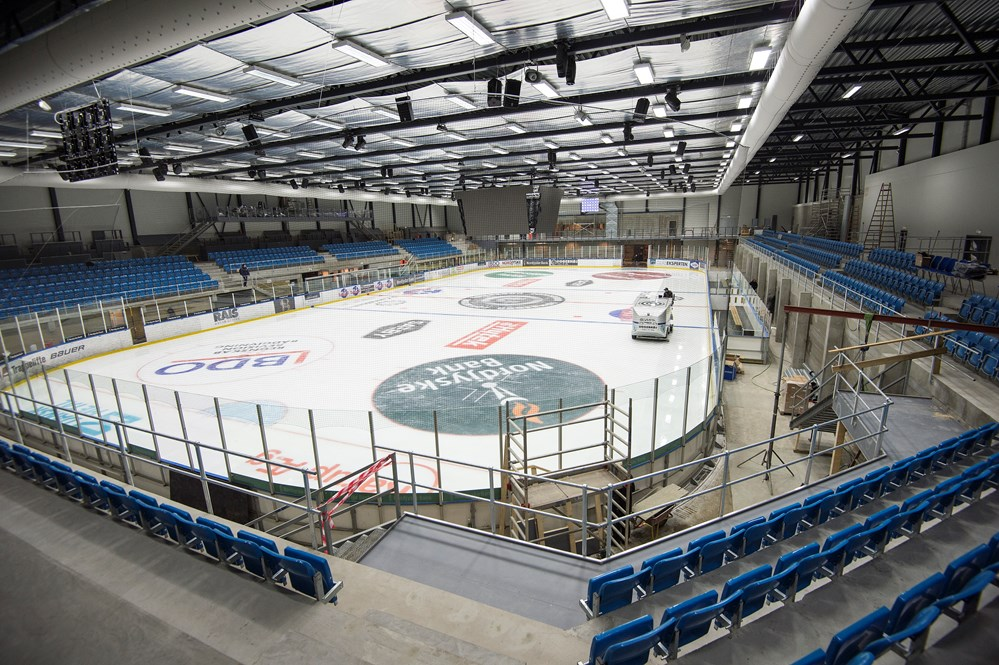
Innenansicht

Bis in die 1960er Jahre waren sämtliche Eissportarten in Frederikshavn nur möglich, wenn die Seen in der Umgebung zugefroren waren. Um diesen Zustand zu verbessern, gründete sich 1964 eine Gesellschaft aus verschiedenen privaten Investoren, um eine künstliche Eisfläche zu errichten. So wurde auf dem Gelände des heutigen Stadions eine offene Eisfläche gebaut und noch im selben Jahr eröffnet. Gleichzeitig wurde der Frederikshavn Ishockey Klub gegründet. Nur fünf Jahre später begann man mit der Überdachung, die 1970 vollendet wurde. Zudem wurden bis 1980 Umkleidekabinen, Sanitärräume sowie eine Cafeteria und Verwaltungsräume errichtet. In den Jahren 1993 und 1999 wurde das Stadion mehrmals renoviert und erweitert, unter anderem durch ein neues Dach.
Im Jahr 2003 übernahm die Stadt Frederikshavn 98 % Anteile am Stadion, den Rest übernahmen die White Hawks. Im Zuge dessen wurde die Halle in Iscenter Nord umbenannt. 2003 wurden nach einjähriger Bauzeit die zweite Eishalle sowie das neue Verwaltungsgebäude eröffnet. In den neuen Räumen sind auch die Geschäftsstelle und der Fanshop der White Hawks untergebracht.
Ende Januar 2018 erhielt die Halle einen neuen Namen und wird zukünftig Nordjyske Bank Arena heißen. Die Nordjyske Bank verlängerte ihren Sponsoringvertrag bis zur Saison 2020/21. Darin ist die Namensänderung enthalten.